# Borlänge

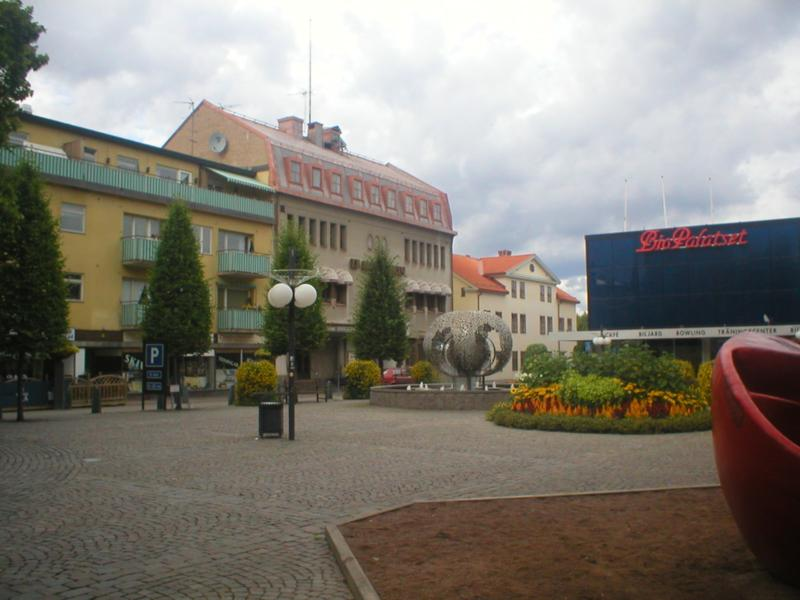
Sveatorget in Borlänge

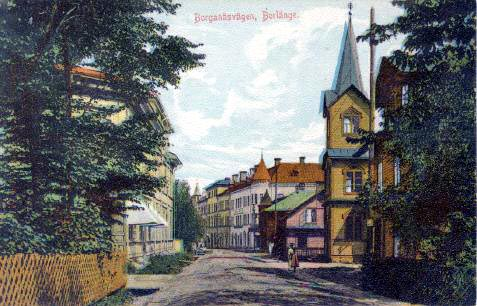
Borlänge am Anfang des 20. Jahrhunderts

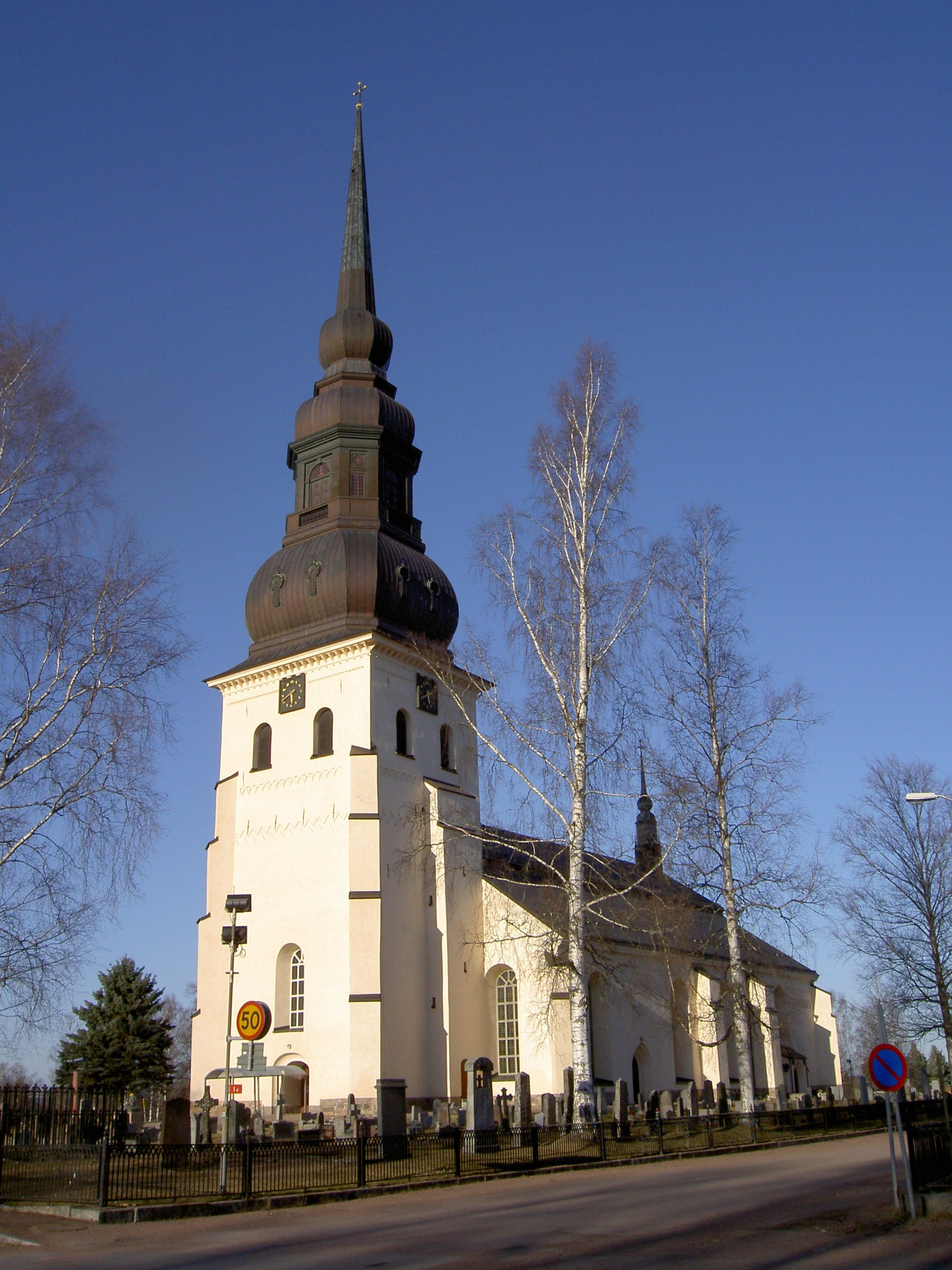
Kirche Stora Tuna

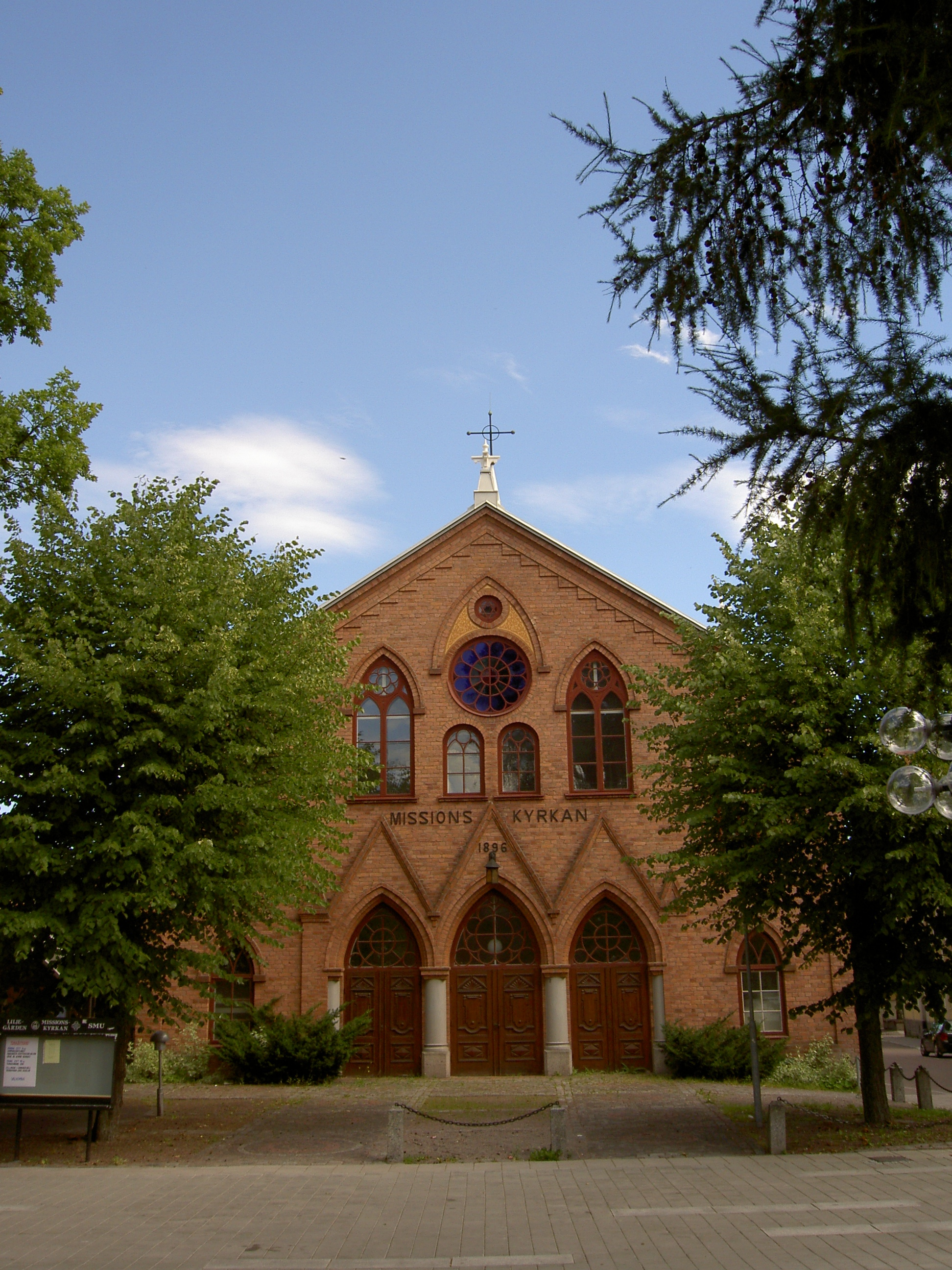
Die Missionskirche am Borganäsväg, erbaut 1896

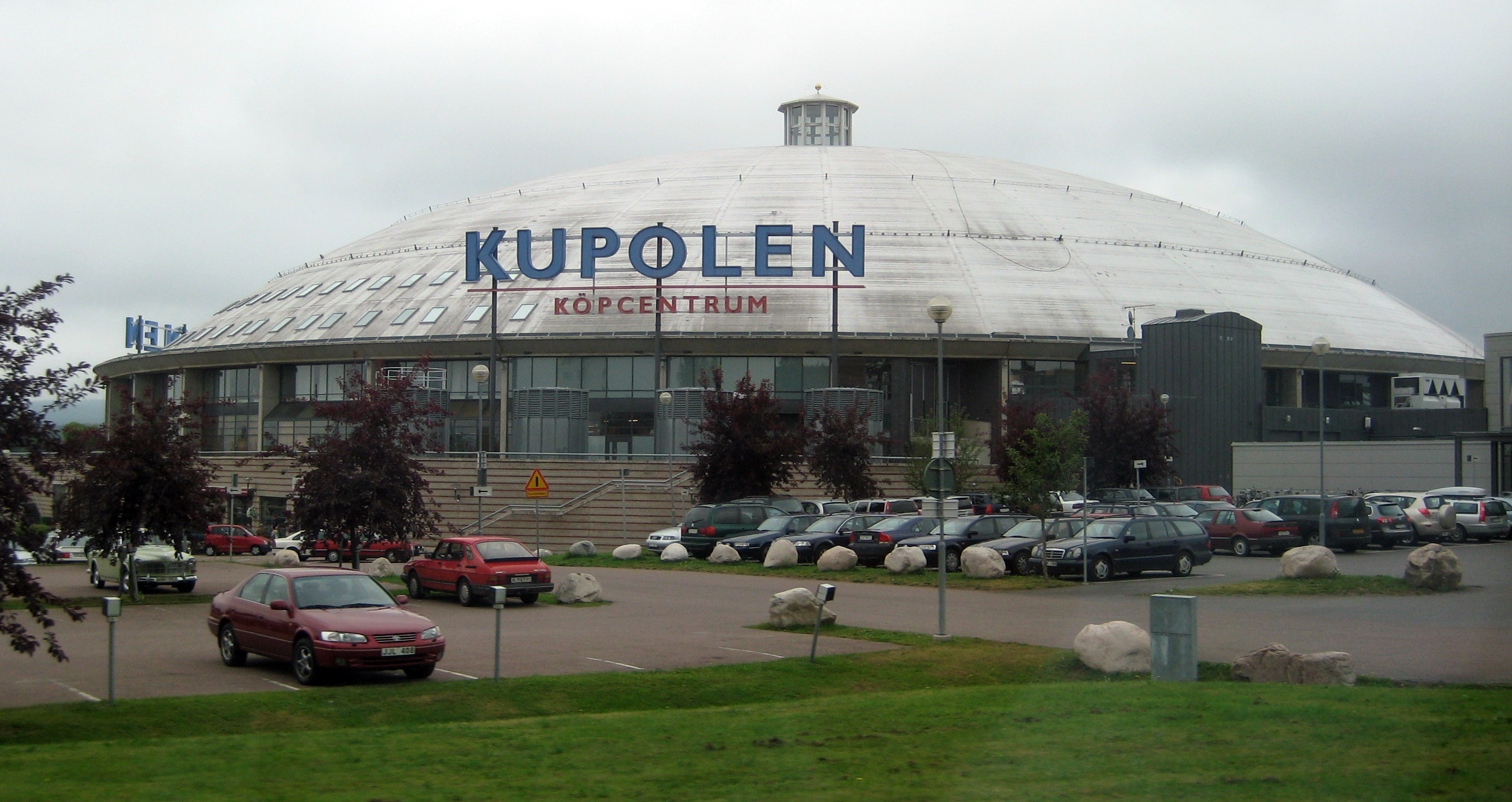
Das Einkaufszentrum Kupolen

Borlänge ist die größte Stadt in der schwedischen Provinz Dalarnas län und der historischen Provinz Dalarna. Der Hauptort der gleichnamigen Gemeinde wird vom Fluss Dalälven durchflossen.
Die Stadt ist ein wichtiger Industrieort und Eisenbahnknoten mit einem von insgesamt vier schwedischen Rangierbahnhöfen. Bedeutende Arbeitgeber sind SSAB (Metallindustrie) und Stora Enso Kvarnsveden Mill (Papierindustrie), auch die Hauptbüros der schwedischen Verkehrsinfrastrukturbehörde Trafikverket und der Eisenbahnabteilung der Verkehrsaufsichtsbehörde Transportstyrelsen (ehemals Järnvägsstyrelsen) sind in der Stadt angesiedelt. Borlänge ist zusammen mit Falun der Standort der Hochschule Dalarna. Südlich der Stadt befindet sich der Regionalflughafen Dala Airport.

## Geschichte
Archäologische Funde zeigen, dass ab dem 8. Jahrhundert nach Christus im Gebiet Borlänges Eisen von der bäuerlichen Bevölkerung verhüttet wurde. Aus der Wikingerzeit sind Handelsverbindungen ins Mälaren-Gebiet belegt.
Erstmals urkundlich erwähnt wird Borlänge im Jahr 1390 als Borlængio. Der Name bezieht sich vermutlich auf nicht schiffbare Stromschnellen im Dalälv, die man über den Landweg umgehen musste, und bedeutet „die lange Tragstrecke [für Boote und Fracht]“.
Borlänge blieb lange Zeit ein unbedeutendes Dorf innerhalb der Gemeinde Stora Tuna, die im Mittelalter das politische und religiöse Zentrum Dalarnas bildete. Zwischenzeitlich sollte hier ein Bischofssitz eingerichtet werden, was die Übergröße der Kirche Stora Tuna erklärt. Erst in der zweiten Hälfte des 19. Jahrhunderts setzte die wirtschaftliche Entwicklung Borlänges ein: 1875 wurde es mit der Bahnstrecke Falun–Borlänge–Ludvika an das schwedische Eisenbahnnetz angeschlossen und 1877 nahm das Stahlwerk Domnarvets Jernverk den Betrieb auf. Dies löste ein starkes Bevölkerungswachstum aus, und Borlänge konnte sich 1891 aus der Gemeinde Stora Tuna lösen, als es den Status eines Municipalsamhälle und somit teilweise Stadtrechte erhielt. 1898 wurde der Ort zum Köping ernannt. 1944 wurde durch die Zusammenlegung Borlänges mit den ebenfalls durch die Industrialisierung stark angewachsenen Nachbarorten Domnarvet und Kvarnsveden die Stadt Borlänge mit damals etwa 18000 Einwohnern gegründet. 1971 wurde schließlich die Gemeinde Stora Tuna, aus der Borlänge einst hervorgegangen war, in die Stadt eingemeindet und so die Gemeinde Borlänge gegründet. Borlänge gehört jedoch weiterhin zur Kirchengemeinde Stora Tuna.

## Wirtschaft
Borlänge war über lange Zeit stark von der Schwerindustrie geprägt, doch seit den 80er Jahren wurde in Zusammenhang mit dem Niedergang dieses Industriezweigs verstärkt der Dienstleistungssektor ausgebaut. Mehrere Behörden wurden in der Stadt angesiedelt, unter anderem die Eisenbahn- und die Straßenbehörde. Zuletzt wurde mit der Errichtung von Framtidsdalen (Zukunftstal) ein neuer Schwerpunkt auf moderne Technologien, Forschung und Ausbildung gesetzt. Unter anderem die Hochschule Dalarna und verschiedene Firmen des Kommunikations- und Transportsektors sind in diesem neuen Stadtteil angesiedelt. Mit dem großen kuppelförmigen Einkaufszentrum Kupolen präsentiert sich Borlänge heute auch als größte Shoppingstadt Dalarnas.

## Sport
Das Borlänger Fußballteam IK Brage war lange Zeit in der Allsvenskan und der schwedischen zweiten Liga vertreten. Die Heimspiele werden im Stadion Domnarvsvallen ausgetragen.
Der kurdische Verein Dalkurd FF, der 2004 gegründet wurde, um Jugendliche von der Straße zu holen, stieg innerhalb von 13 Jahren von der 7. in die höchste schwedische Liga auf.
Die Damen-Mannschaft des Handballvereins Borlänge HK war drei Mal schwedischer Meister.

## Kultur
Borlänge ist die Heimat mehrerer international bekannter Bands wie Mando Diao und Sugarplum Fairy. 1999–2012 fand jährlich das große Musik- und Kulturfestival Peace & Love in Borlänge statt, das inzwischen mit 25000 Besuchern zu den größten Festivals Schwedens gehörte.

## Sehenswürdigkeiten
- Im Zukunftsmuseum werden Geschichte und voraussichtliche Entwicklung der Menschheit auf aktive Weise dargestellt, wobei dem Besucher viele Experimente zur Verfügung stehen. Außerdem befindet sich im Gebäude eines von Schwedens 14 Planetarien.
- Das Geologische Museum zeigt vor allem Mineralien und gibt auch Gelegenheit zum Goldwaschen.
- Das Jussi-Björling-Museum zeigt Leben und Werk des berühmten Borlänger Opernsängers.[10]
- Das Museum der Straßenbehörde, Pylonen, zeigt Geräte zum Straßenbau und zur Straßenpflege.

## Söhne und Töchter der Stadt
- Astral Doors, Hard-Rock-Band
- Mando Diao, Rockband
- Sugarplum Fairy, Rockband
- Greenleaf, Rockband
- Jussi Björling (1911–1960), Opernsänger
- Erling Persson (1917–2002), Unternehmer
- Bengt Malmsten (1922–1996), Eisschnellläufer
- Håkan Holmgren (* 1942), Eisschnellläufer
- Anders Eliasson (1947–2013), Komponist
- Per Wikström (* 1961), Schwimmer
- Carina Görlin (* 1963), Skilangläuferin
- Per Johansson (* 1963), Schwimmer
- Tom Storm (* 1965), Poolbillardspieler
- Henrik Forsberg (* 1967), Skilangläufer und Biathlet
- Nils Patrik Johansson (* 1967), Metalsänger
- Marcus Chamat (* 1975), Poolbillardspieler
- Erik Sigerud (* 1977), Künstler
- Peter Arnesson (* 1980), Ski-Orientierungsläufer
- Miss Li (* 1982), Sängerin und Pianistin
- Carl-Oskar Bohlin (* 1986), Politiker
- Mattias Ritola (* 1987), Eishockeyspieler
- Mattias Ekholm (* 1990), Eishockeyspieler
- Mikaela Johansson (* 1991), Handballspielerin
- Tove Alexandersson (* 1992), Orientierungs- und Ski-Orientierungsläuferin
- Henning Sjökvist (* 1998), Biathlet
- Ella Halvarsson (* 1999), Biathletin
- Christina Källberg (* 2000), Tischtennisspielerin

## Klimatabelle
|                       | Jan  | Feb  | Mär  | Apr  | Mai  | Jun  | Jul  | Aug  | Sep  | Okt  | Nov  | Dez  |   |       |
| Mittl. Tagesmax. (°C) | −1,0 | −0,2 | 4,1  | 10,1 | 15,8 | 19,6 | 22,1 | 20,5 | 15,4 | 8,7  | 3,3  | 0,2  | ⌀ | 9,9   |
| Mittl. Tagesmin. (°C) | −6,9 | −6,8 | −4,1 | −0,3 | 4,5  | 8,8  | 11,3 | 10,2 | 6,5  | 2,1  | −1,7 | −5,5 | ⌀ | 1,6   |
|                       |      |      |      |      |      |      |      |      |      |      |      |      |   |       |
| Niederschlag (mm)     | 38,1 | 29,9 | 30,9 | 36,0 | 54,8 | 73,1 | 83,7 | 81,6 | 49,9 | 62,5 | 48,4 | 43,3 | Σ | 632,2 |
|                       |      |      |      |      |      |      |      |      |      |      |      |      |   |       |
| Regentage (d)         | 15,9 | 13,9 | 12,0 | 11,3 | 13,5 | 14,9 | 15,6 | 16,0 | 13,6 | 15,2 | 17,2 | 17,2 | Σ | 176,3 |

| −6,9 |

| −6,8 |

| −4,1 |

| −0,3 |

| 4,5 |

| 8,8 |

| 11,3 |

| 10,2 |

| 6,5 |

| 2,1 |

| −1,7 |

| −5,5 |

| −6,9 |

| −6,8 |

| −4,1 |

| −0,3 |

| 4,5 |

| 8,8 |

| 11,3 |

| 10,2 |

| 6,5 |

| 2,1 |

| −1,7 |

| −5,5 |